# Kärrdal, Sollentuna kommun
Kärrdal uttal (fil) är ett bostadsområde inom kommundelen Sjöberg i Sollentuna kommun. Området består av låga flerfamiljhus, ett stort radhusområde samt en del villor. Grundskolorna Rösjötorp och Kärrdalsskolan ligger i området, liksom Sjöbergs Centrum med bl.a. matbutik och restauranger. Kärrdal ligger vid länsväg 262 mellan Edsberg och Danderyd. Området omges av skogar med motionsspår och den närbelägna Rösjön med badplatser. Rösjöbaden ligger i området med camping, konstgräsplan, minigolf, kanotuthyrning och badplats. I området finns även flera förskolor och lekplatser. Huvudgatan i området är Lomvägen som är en rundväg.

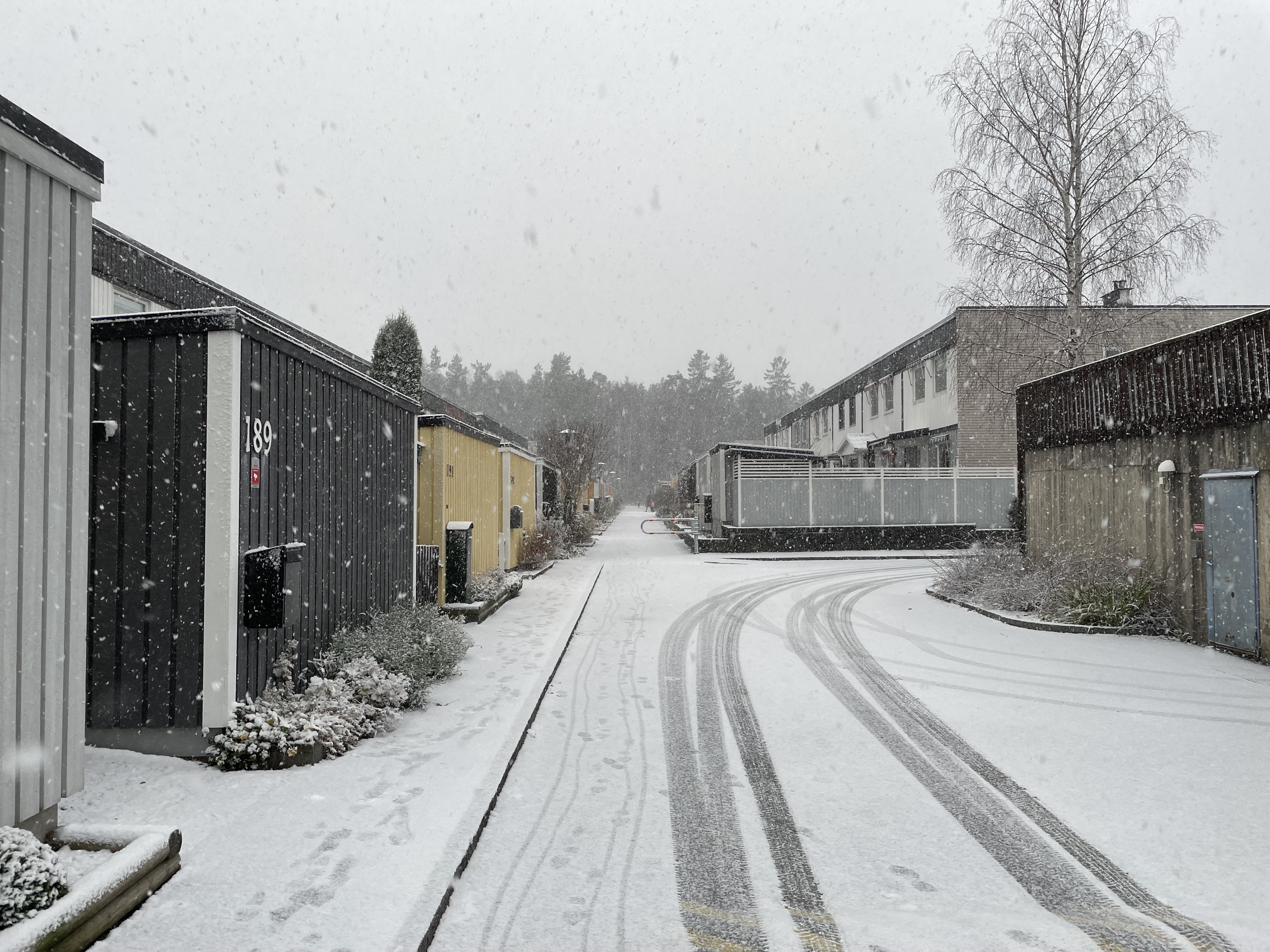

## Bostadsrättsföreningar i området
- BRF Rösjön som omfattar 16 hus byggda 1976 med sammanlagt 198 bostadsrätter. Föreningen ligger uppe på höjden och har även gym, bastu, föreningslokal, hobbyrum, övernattningsrum och styrelselokal[1]
- BRF Sjöberg som består av 17 hus byggda 1974 med totalt 250 lägenheter. Föreningen har även övernattningslägenhet och föreningslokal.[2]
- BRF Kärrdal som omfattar 182 lägenheter i elva hus [3].
- BRF Sjöhästen som består av 256 lägenheter fördelade i 18 hus.[4]
- BRF Sjöstjärnan som består av ett högre hus nere vid centrum med 31 lägenheter.

I området ligger även Sjöbrisens Samfällighetsförening. Samfällighetsföreningen omfattar 206 mindre radhus (126 kvm) och 60 större radhus (168 kvm) samt lekplatser och garage.

## Historik
Området bebyggdes 1973-1975 av lägenhetshus och radhus och bestod tidigare av sommarstugor. Redan 1666 låg det ett torp ungefär där Kärrdalsskolan finns idag